# 캄웽게구

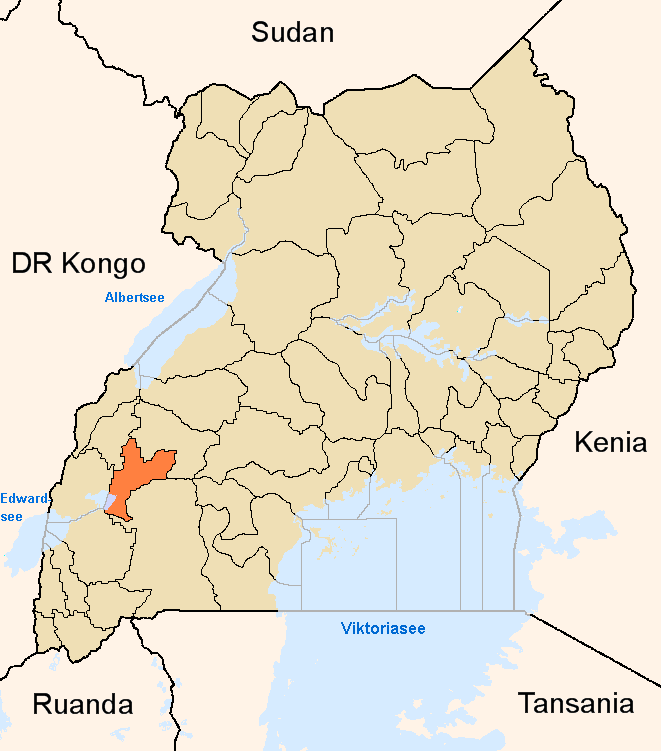
캄웽게 구의 위치

캄웽게구(Kamwenge)는 우간다 서부에 위치한 구로, 행정 중심지는 캄웽게이며 면적은 2,303.26km2, 인구는 263,730명(2002년 인구 조사 기준)이다.
행정 구역상으로는 서부 주에 속하며 2개 군(키발레 군, 키타그웬다 군)을 관할한다. 남서쪽으로는 조지 호, 북쪽으로는 키엔조조 구, 서쪽으로는 카세세 구, 남동쪽으로는 키루후라 구와 이반다 구, 남서쪽으로는 부셰니 구와 접한다.

## 같이 보기
- 서부주 (우간다)
- 우간다의 행정 구역